# Polnische Badmintonmeisterschaft
Polnische Meisterschaften im Badminton werden seit 1964 ausgetragen. 1974 starteten die Mannschaftsmeisterschaften, 1975 die internationalen Titelkämpfe und die Juniorenmeisterschaften.

## Austragungsorte
| Nr. | Jahr | Ort         |
| --- | ---- | ----------- |
| 1.  | 1964 | Łódź        |
| 2.  | 1965 | Poznań      |
| 3.  | 1966 | Łódź        |
| 4.  | 1967 | Warschau    |
| 5.  | 1968 | Cieplice    |
| 6.  | 1969 | Włocławek   |
| 7.  | 1970 | Andrychów   |
| 8.  | 1971 | Mielec      |
| 9.  | 1972 | Kołobrzeg   |
| 10. | 1973 | Gorzów Wlkp |
| 11. | 1974 | Łódź        |
| 12. | 1975 | Wołomin     |

| Nr. | Jahr | Ort       |
| --- | ---- | --------- |
| 13. | 1976 | Katowice  |
| 14. | 1978 | Głubczyce |
| 15. | 1979 | Breslau   |
| 16. | 1980 | Chrzanów  |
| 17. | 1981 | Breslau   |
| 18. | 1982 | Warschau  |
| 19. | 1983 | Warschau  |
| 20. | 1984 | Warschau  |
| 21. | 1985 | Radom     |
| 22. | 1986 | Koszalin  |
| 23. | 1987 | Lublin    |
| 24. | 1988 | Krakau    |

| Nr. | Jahr | Ort         |
| --- | ---- | ----------- |
| 25. | 1989 | Suwałki     |
| 26. | 1990 | Suwałki     |
| 27. | 1991 | Suwałki     |
| 28. | 1992 | Krakau      |
| 29. | 1993 | Krakau      |
| 30. | 1994 | Mielno      |
| 31. | 1995 | Rzeszów     |
| 32. | 1996 | Suwałki     |
| 33. | 1997 | Głubczyce   |
| 34. | 1998 | Krakau      |
| 35. | 1999 | Suwałki     |
| 36. | 2000 | Częstochowa |

| Nr. | Jahr | Ort        |
| --- | ---- | ---------- |
| 37. | 2001 | Suwałki    |
| 38. | 2002 | Głubczyce  |
| 39. | 2003 | Słupsk     |
| 40. | 2004 | Słupsk     |
| 41. | 2005 | Krakau     |
| 42. | 2006 | Słupsk     |
| 43. | 2007 | Suchedniów |
| 44. | 2008 | Słupsk     |
| 45. | 2009 | Suwałki    |
| 46. | 2010 | Głubczyce  |
| 47. | 2011 | Słupsk     |
| 48. | 2012 | Białystok  |

| Nr. | Jahr | Ort        |
| --- | ---- | ---------- |
| 49. | 2013 | Białystok  |
| 50. | 2014 | Białystok  |
| 51. | 2015 | Sobótka    |
| 52. | 2016 | Białystok  |
| 53. | 2017 | Białystok  |
| 54. | 2018 | Lubin      |
| 55. | 2019 | Gniezno    |
| 56. | 2020 | Białystok  |
| 57. | 2021 | Białystok  |
| 58. | 2022 | Białystok  |
| 59. | 2023 | Józefosław |
| 60. | 2024 | Ząbki      |

## Die Titelträger
| Saison | Herreneinzel                           | Dameneinzel                                 | Herrendoppel                                                                     | Damendoppel                                                                           | Mixed                                                                               |
| ------ | -------------------------------------- | ------------------------------------------- | -------------------------------------------------------------------------------- | ------------------------------------------------------------------------------------- | ----------------------------------------------------------------------------------- |
| 1964   | Feliks Glapka (Poznań)                 | Teresa Masłowska (Warszawa)                 | Feliks Glapka Marian Grys (Poznań)                                               | nicht ausgetragen                                                                     | Bolesław Suterski Stanisława Suterska (Poznań)                                      |
| 1965   | Aleksander Koczur (Kraków)             | Teresa Masłowska (Warszawa)                 | Andrzej Domagała Krzysztof Englander (Wrocław)                                   | nicht ausgetragen                                                                     | Bolesław Suterski Stanisława Suterska (Poznań)                                      |
| 1966   | Wiesław Świątczak (Łódź)               | Teresa Masłowska (Warszawa)                 | Andrzej Domagała Krzysztof Englander (Wrocław)                                   | nicht ausgetragen                                                                     | Wiesław Świątczak Irena Józefowicz (Łódź)                                           |
| 1967   | Wiesław Świątczak (Łódź)               | Barbara Rojewska (Olsztyn)                  | Andrzej Domagała Krzysztof Englander (Wrocław)                                   | nicht ausgetragen                                                                     | Krzysztof Englander Bożena Basińska (Wrocław)                                       |
| 1968   | Krzysztof Englander (Wrocław)          | Irena Karolczak (Wrocław)                   | Jerzy Przybylski Lech Woźny (Poznań)                                             | nicht ausgetragen                                                                     | Krzysztof Englander Irena Karolczak (Wrocław)                                       |
| 1969   | Andrzej Domagała (Wrocław)             | Teresa Masłowska (Warszawa)                 | Andrzej Domagała Krzysztof Englander (Wrocław)                                   | nicht ausgetragen                                                                     | Bogusław Żołądkowski Teresa Masłowska (Warszawa)                                    |
| 1970   | Wiesław Świątczak (Łódź)               | Irena Karolczak (Wrocław)                   | Jerzy Przybylski Lech Woźny (Poznań)                                             | nicht ausgetragen                                                                     | Jan Makaruś Jolanta Proch (Szczecin)                                                |
| 1971   | Wiesław Świątczak (Łódź)               | Lidia Baczyńska (Wrocław)                   | Andrzej Domagała Krzysztof Englander (Wrocław)                                   | nicht ausgetragen                                                                     | Wiesław Świątczak Ewa Astasiewicz (Łódź)                                            |
| 1972   | Wiesław Danielski (Wrocław)            | Irena Karolczak (Wrocław)                   | Wiesław Danielski Zygmunt Skrzypczyński (Wrocław)                                | Lidia Baczyńska Irena Karolczak (Wrocław)                                             | Leszek Nowakowski Hanna Snochowska (Warszawa)                                       |
| 1973   | Andrzej Domagała (Wrocław)             | Irena Karolczak (Wrocław)                   | Wiesław Danielski Zygmunt Skrzypczyński (Wrocław)                                | nicht ausgetragen                                                                     | Sławomir Włoszczyński Irena Karolczak (Wrocław)                                     |
| 1974   | Stanisław Rosko (Technik Głubczyce)    | Irena Karolczak (Wrocław)                   | Ryszard Borek Stanisław Rosko (Głubczyce)                                        | Hanna Snochowska Irena Karolczak (Warszawa)                                           | Leszek Nowakowski Hanna Snochowska (Warszawa)                                       |
| 1975   | Zygmunt Skrzypczyński (Wrocław)        | Irena Karolczak (Wrocław)                   | Andrzej Domagała (Wrocław) Wiesław Świątczak (Łódź)                              | Hanna Snochowska Irena Karolczak (Warszawa)                                           | Lesław Markowicz Irena Karolczak (Warszawa)                                         |
| 1976   | Zygmunt Skrzypczyński (Wrocław)        | Elżbieta Utecht (Technik Głubczyce)         | Krzysztof Englander (Słupsk) Janusz Labisko (Bukowno)                            | Wanda Czamańska (Wrocław) Irena Karolczak (Warszawa)                                  | Lesław Markowicz Irena Karolczak (Warszawa)                                         |
| 1978   | Zygmunt Skrzypczyński (Wrocław)        | Elżbieta Utecht (Technik Głubczyce)         | Sławomir Włoszczyński Zygmunt Skrzypczyński (Wrocław)                            | Elżbieta Utecht Bożena Wojtkowska (Głubczyce)                                         | Janusz Labisko (Bukowno) Anna Zyśk (Gdynia)                                         |
| 1979   | Brunon Rduch (Bieruń Stary)            | Elżbieta Utecht (Technik Głubczyce)         | Sławomir Włoszczyński Zygmunt Skrzypczyński (Wrocław)                            | Maria Bahryj Bożena Wojtkowska (Głubczyce)                                            | Zygmunt Skrzypczyński (Wrocław) Elżbieta Utecht (Głubczyce)                         |
| 1980   | Zygmunt Skrzypczyński (Wrocław)        | Bożena Wojtkowska (Technik Głubczyce)       | Zygmunt Skrzypczyński (Wrocław) Janusz Labisko (Bukowno)                         | Ewa Rusznica Bożena Wojtkowska (Głubczyce)                                            | Zygmunt Skrzypczyński (Wrocław) Elżbieta Utecht (Głubczyce)                         |
| 1981   | Brunon Rduch (Bieruń Stary)            | Bożena Wojtkowska (Technik Głubczyce)       | Brunon Rduch Norbert Węgrzyn (Bieruń Stary)                                      | Zofia Żółtańska Bożena Wojtkowska (Głubczyce)                                         | Jerzy Dołhan Ewa Rusznica (Głubczyce)                                               |
| 1982   | Stanisław Rosko (Technik Głubczyce)    | Bożena Wojtkowska (Technik Głubczyce)       | Kazimierz Ciuryś Stanisław Rosko (Głubczyce)                                     | Ewa Rusznica Bożena Wojtkowska (Głubczyce)                                            | Jerzy Dołhan Bożena Wojtkowska (Głubczyce)                                          |
| 1983   | Stanisław Rosko (Technik Głubczyce)    | Ewa Rusznica (Technik Głubczyce)            | Jerzy Dołhan Grzegorz Olchowik (Głubczyce)                                       | Ewa Rusznica Bożena Wojtkowska (Głubczyce)                                            | Kazimierz Ciuryś Bożena Wojtkowska (Głubczyce)                                      |
| 1984   | Stanisław Rosko (Technik Głubczyce)    | Bożena Wojtkowska (Technik Głubczyce)       | Jerzy Dołhan Grzegorz Olchowik (Głubczyce)                                       | Bożena Siemieniec Bożena Wojtkowska (Głubczyce)                                       | Kazimierz Ciuryś Bożena Wojtkowska (Głubczyce)                                      |
| 1985   | Grzegorz Olchowik (Technik Głubczyce)  | Bożena Wojtkowska (Technik Głubczyce)       | Jerzy Dołhan Grzegorz Olchowik (Głubczyce)                                       | Ewa Wilman Bożena Wojtkowska (Głubczyce)                                              | Jerzy Dołhan Ewa Wilman (Głubczyce)                                                 |
| 1986   | Grzegorz Olchowik (Technik Głubczyce)  | Bożena Siemieniec (Technik Głubczyce)       | Jerzy Dołhan Grzegorz Olchowik (Głubczyce)                                       | Bożena Siemieniec Zofia Żółtańska (Głubczyce)                                         | Jerzy Dołhan Ewa Wilman (Głubczyce)                                                 |
| 1987   | Jerzy Dołhan (Technik Głubczyce)       | Bożena Haracz (Technik Głubczyce)           | Jerzy Dołhan Grzegorz Olchowik (Głubczyce)                                       | Bożena Siemieniec Zofia Żółtańska (Głubczyce)                                         | Jerzy Dołhan Bożena Haracz (Głubczyce)                                              |
| 1988   | Jerzy Dołhan (Technik Głubczyce)       | Bożena Siemieniec (Technik Głubczyce)       | Jerzy Dołhan Grzegorz Olchowik (Głubczyce)                                       | Bożena Siemieniec Bożena Haracz (Głubczyce)                                           | Jerzy Dołhan Bożena Haracz (Głubczyce)                                              |
| 1989   | Jacek Hankiewicz (Katowice)            | Bożena Siemieniec (Technik Głubczyce)       | Jerzy Dołhan Jacek Hankiewicz (Głubczyce)                                        | Bożena Siemieniec Bożena Haracz (Głubczyce)                                           | Jerzy Dołhan Bożena Haracz (Głubczyce)                                              |
| 1990   | Jacek Hankiewicz (Katowice)            | Beata Syta (Technik Głubczyce)              | Jerzy Dołhan Jacek Hankiewicz (Głubczyce)                                        | Beata Syta Bożena Haracz (Głubczyce)                                                  | Jerzy Dołhan Bożena Haracz (Głubczyce)                                              |
| 1991   | Jacek Hankiewicz (Katowice)            | Katarzyna Krasowska (Technik Głubczyce)     | Jerzy Dołhan Jacek Hankiewicz (Głubczyce)                                        | Bożena Siemieniec Bożena Haracz (Głubczyce)                                           | Jerzy Dołhan Bożena Haracz (Głubczyce)                                              |
| 1992   | Dariusz Zięba (Warszawa)               | Katarzyna Krasowska (Technik Głubczyce)     | Jerzy Dołhan Jacek Hankiewicz (Głubczyce)                                        | Bożena Bąk Bożena Haracz (Głubczyce)                                                  | Jerzy Dołhan Bożena Haracz (Głubczyce)                                              |
| 1993   | Jacek Hankiewicz (Katowice)            | Katarzyna Krasowska (Technik Głubczyce)     | Dariusz Zięba (Warszawa) Jacek Hankiewicz (Głubczyce)                            | Bożena Bąk Bożena Haracz (Głubczyce)                                                  | Jerzy Dołhan Bożena Haracz (Głubczyce)                                              |
| 1994   | Dariusz Zięba (Warszawa)               | Katarzyna Krasowska (Technik Głubczyce)     | Jerzy Dołhan Damian Pławecki (Głubczyce)                                         | Monika Lipińska Sylwia Rutkiewicz (Warszawa)                                          | Damian Pławecki (Warszawa) Dorota Borek (Głubczyce)                                 |
| 1995   | Dariusz Zięba (Warszawa)               | Katarzyna Krasowska (Technik Głubczyce)     | Jerzy Dołhan Damian Pławecki (Głubczyce)                                         | Dorota Borek Katarzyna Krasowska (Głubczyce)                                          | Jerzy Dołhan Bożena Haracz (Głubczyce)                                              |
| 1996   | Dariusz Zięba (Warszawa)               | Katarzyna Krasowska (Technik Głubczyce)     | Dariusz Zięba (Warszawa) Jacek Hankiewicz (Głubczyce)                            | Monika Bieńkowska Katarzyna Boczek (Płock)                                            | Robert Mateusiak Sylwia Rutkiewicz (Warszawa)                                       |
| 1997   | Jacek Niedźwiedzki (SKB Suwałki)       | Katarzyna Krasowska (Technik Głubczyce)     | Jerzy Dołhan Damian Pławecki (Głubczyce)                                         | Dorota Borek Katarzyna Krasowska (Głubczyce)                                          | Damian Pławecki (Warszawa) Dorota Borek (Głubczyce)                                 |
| 1998   | Jacek Niedźwiedzki (SKB Suwałki)       | Katarzyna Krasowska (Technik Głubczyce)     | Michał Łogosz (Płock) Damian Pławecki (Kraków)                                   | Bożena Haracz Katarzyna Krasowska (Głubczyce)                                         | Damian Pławecki (Kraków) Dorota Grzejdak (Koszalin)                                 |
| 1999   | Przemysław Wacha (Technik Głubczyce)   | Kamila Augustyn (Technik Słupsk)            | Michał Łogosz (Głubczyce) Robert Mateusiak (Suwałki)                             | Bożena Haracz (Głubczyce) Joanna Szleszyńska (Suwałki)                                | Robert Mateusiak (Suwałki) Monika Bieńkowska (Płock)                                |
| 2000   | Jacek Niedźwiedzki (SKB Suwałki)       | Katarzyna Krasowska (Technik Głubczyce)     | Michał Łogosz (Głubczyce) Robert Mateusiak (Suwałki)                             | Bożena Haracz Katarzyna Krasowska (Głubczyce)                                         | Robert Mateusiak Barbara Kulanty (Suwałki)                                          |
| 2001   | Jacek Niedźwiedzki (SKB Suwałki)       | Kamila Augustyn (Technik Słupsk)            | Michał Łogosz (Głubczyce) Robert Mateusiak (Suwałki)                             | Barbara Kulanty Joanna Szleszyńska (Suwałki)                                          | Robert Mateusiak Barbara Kulanty (Suwałki)                                          |
| 2002   | Przemysław Wacha (Technik Głubczyce)   | Kamila Augustyn (Technik Słupsk)            | Michał Łogosz (Głubczyce) Robert Mateusiak (Suwałki)                             | Kamila Augustyn (Słupsk) Joanna Szleszyńska (Suwałki)                                 | Robert Mateusiak Barbara Kulanty (Suwałki)                                          |
| 2003   | Jacek Niedźwiedzki (SKB Suwałki)       | Kamila Augustyn (Technik Słupsk)            | Michał Łogosz (Głubczyce) Robert Mateusiak (Suwałki)                             | Kamila Augustyn (Słupsk) Paulina Matusewicz (Suwałki)                                 | Robert Mateusiak Barbara Kulanty (Suwałki)                                          |
| 2004   | Przemysław Wacha (Technik Głubczyce)   | Kamila Augustyn (Technik Słupsk)            | Michał Łogosz (Głubczyce) Robert Mateusiak (Suwałki)                             | Kamila Augustyn (Słupsk) Nadieżda Kostiuczyk (Suwałki)                                | Robert Mateusiak Barbara Kulanty (Suwałki)                                          |
| 2005   | Przemysław Wacha (Technik Głubczyce)   | Kamila Augustyn (Technik Słupsk)            | Michał Łogosz (Głubczyce) Robert Mateusiak (Suwałki)                             | Kamila Augustyn (Słupsk) Nadieżda Kostiuczyk (Suwałki)                                | Robert Mateusiak Barbara Kulanty (Suwałki)                                          |
| 2006   | Przemysław Wacha (Technik Głubczyce)   | Angelika Węgrzyn (Technik Głubczyce)        | Przemysław Wacha Rafał Hawel (Głubczyce)                                         | Kamila Augustyn (Słupsk) Nadieżda Kostiuczyk (Suwałki)                                | Robert Mateusiak Nadieżda Kostiuczyk (Suwałki)                                      |
| 2007   | Przemysław Wacha (Technik Głubczyce)   | Kamila Augustyn (SKB Piast Słupsk)          | Michał Łogosz Robert Mateusiak (Suwałki)                                         | Kamila Augustyn (Słupsk) Nadieżda Kostiuczyk (Suwałki)                                | Robert Mateusiak Nadieżda Kostiuczyk (Suwałki)                                      |
| 2008   | Przemysław Wacha (Technik Głubczyce)   | Kamila Augustyn (SKB Piast Słupsk)          | Michał Łogosz Robert Mateusiak (Suwałki)                                         | Kamila Augustyn (Słupsk) Nadieżda Kostiuczyk (Suwałki)                                | Robert Mateusiak Nadieżda Kostiuczyk (Suwałki)                                      |
| 2009   | Przemysław Wacha (Technik Głubczyce)   | Kamila Augustyn (SKB Piast Słupsk)          | Michał Łogosz Robert Mateusiak (Suwałki)                                         | Małgorzata Kurdelska (Suwałki) Agnieszka Wojtkowska (Głubczyce)                       | Robert Mateusiak (Suwałki) Kamila Augustyn (SKB Piast Słupsk)                       |
| 2010   | Przemysław Wacha (Technik Głubczyce)   | Kamila Augustyn (SKB Piast Słupsk)          | Michał Łogosz Robert Mateusiak (Suwałki)                                         | Kamila Augustyn (SKB Piast Słupsk) Nadieżda Kostiuczyk (Hubal Białystok)              | Robert Mateusiak (Suwałki) Nadieżda Kostiuczyk (Hubal Białystok)                    |
| 2011   | Przemysław Wacha (Technik Głubczyce)   | Kamila Augustyn (SKB Piast Słupsk)          | Adam Cwalina (Suwałki) Michał Łogosz (Suwałki)                                   | Małgorzata Kurdelska (Suwałki) Nadieżda Zięba (Białystok)                             | Rafał Hawel (SKB Pisat Słupsk) Kamila Augustyn (SKB Piast Słupsk)                   |
| 2012   | Przemysław Wacha (Technik Głubczyce)   | Kamila Augustyn (SKB Piast Słupsk)          | Robert Mateusiak (Białystok) Michał Łogosz (Suwałki)                             | Natalia Pocztowiak Agnieszka Wojtkowska (Głubczyce)                                   | Wojciech Szkudlarczyk Agnieszka Wojtkowska (Głubczyce)                              |
| 2013   | Przemysław Wacha (Technik Głubczyce)   | Kamila Augustyn (SKB Piast Słupsk)          | Adam Cwalina (Suwałki) Michał Łogosz (Suwałki)                                   | Aneta Wojtkowska (Głubczyce) Agnieszka Wojtkowska (Głubczyce)                         | Wojciech Szkudlarczyk Agnieszka Wojtkowska (Głubczyce)                              |
| 2014   | Przemysław Wacha (Technik Głubczyce)   | Anna Narel-Ościłowicz                       | Łukasz Moreń Wojciech Szkudlarczyk                                               | Aneta Wojtkowska (Głubczyce) Agnieszka Wojtkowska (Głubczyce)                         | Robert Mateusiak Agnieszka Wojtkowska                                               |
| 2015   | Mateusz Dubowski (UKS Hubal Białystok) | Kamila Augustyn (SKB Litpol-Malow Suwałki)  | Adam Cwalina (SKB Litpol-Malow Suwałki) Przemysław Wacha (LKS Technik Głubczyce) | Aneta Wojtkowska (Głubczyce) Agnieszka Wojtkowska (Głubczyce)                         | Paweł Pietryja (UKS Plesbad Pszczyna) Aneta Wojtkowska (LKS Technik Głubczyce)      |
| 2016   | Adrian Dziółko (UKS Hubal Białystok)   | Weronika Grudzina (MLKS Solec Kujawski)     | Adam Cwalina (SKB Litpol-Malow Suwałki) Przemysław Wacha (LKS Technik Głubczyce) | Aneta Wojtkowska (Głubczyce) Agnieszka Wojtkowska (Głubczyce)                         | Robert Mateusiak (UKS Hubal Białystok) Nadieżda Zięba (UKS Hubal Białystok)         |
| 2017   | Mateusz Dubowski (UKS Hubal Białystok) | Wiktoria Dąbczyńska (MKS Orlicz Suchedniów) | Adam Cwalina (SKB Suwałki) Robert Mateusiak (UKS Hubal Białystok)                | Agnieszka Wojtkowska (LKS Technik Głubczyce) Aneta Wojtkowska (LKS Technik Głubczyce) | Robert Mateusiak (UKS Hubal Białystok) Nadieżda Zięba (UKS Hubal Białystok)         |
| 2018   | Michał Rogalski (UKS Hubal Białystok)  | Kamila Augustyn (SKB Litpol-Malow Suwałki)  | Adam Cwalina (ABRM Warszawa) Miłosz Bochat (MLKS Solec Kujawski)                 | Agnieszka Wojtkowska (UKS Hubal Białystok) Aneta Wojtkowska (UKS Hubal Białystok)     | Michał Łogosz (SKB Litpol-Malow Suwałki) Kamila Augustyn (SKB Litpol-Malow Suwałki) |
| 2019   | Adrian Dziółko (UKS Hubal Białystok)   | Kamila Augustyn (SKB Litpol-Malow Suwałki)  | Adam Cwalina (SKB Litpol-Malow Suwałki) Miłosz Bochat (MLKS Solec Kujawski)      | Agnieszka Wojtkowska (UKS Hubal Białystok) Aneta Wojtkowska (UKS Hubal Białystok)     | Paweł Pietryja (UKS Plesbad Pszczyna) Agnieszka Wojtkowska (UKS Hubal Białystok)    |
| 2020   | Adrian Dziółko (UKS Hubal Białystok)   | Wiktoria Dąbczyńska (Orlicz Suchedniów)     | Przemysław Wacha (AZSUM Łódź) Michał Łogosz (SKB Suwałki)                        | Wiktoria Dąbczyńska (Orlicz Suchedniów) Aleksandra Pająk (Orlicz Suchedniów)          | Paweł Śmiłowski (Hubal Białystok) Magdalena Świerczyńska (ABRM Warszawa)            |
| 2021   | Michał Rogalski (UKS Hubal Białystok)  | Zuzanna Jankowska (Feniks Kędzierzyn-Koźle) | Przemysław Wacha (AZSUM Łódź) Michał Łogosz (SKB Suwałki)                        | Wiktoria Adamek (Ząbkowice Dąbrowa Górn.) Kornelia Marczak (UKS Plesbad Pszczyna)     | Paweł Śmiłowski (UKS Hubal Białystok) Wiktoria Adamek (Ząbkowice Dąbrowa Górn.)     |
| 2022   | Krzysztof Jakowczuk                    | Zuzanna Jankowska                           | Miłosz Bochat Wiktor Trecki                                                      | Dominika Kwaśnik Kornelia Marczak                                                     | Miłosz Bochat Magdalena Świerczyńska                                                |
| 2023   | Dominik Kwinta                         | Joanna Podedworny                           | Miłosz Bochat Robert Cybulski                                                    | Dominika Kwaśnik Kornelia Marczak                                                     | Paweł Śmiłowski Agnieszka Wojtkowska                                                |
| 2024   | Mateusz Golas                          | Joanna Rudna                                | Miłosz Bochat Paweł Śmiłowski                                                    | Paulina Hankiewicz Kornelia Marczak                                                   | Paweł Śmiłowski Magdalena Świerczyńska                                              |